# Земснаряд
Земснаряд — судно технического флота, предназначенное для производства дноуглубительных работ и добычи нерудных строительных материалов.

## Типология

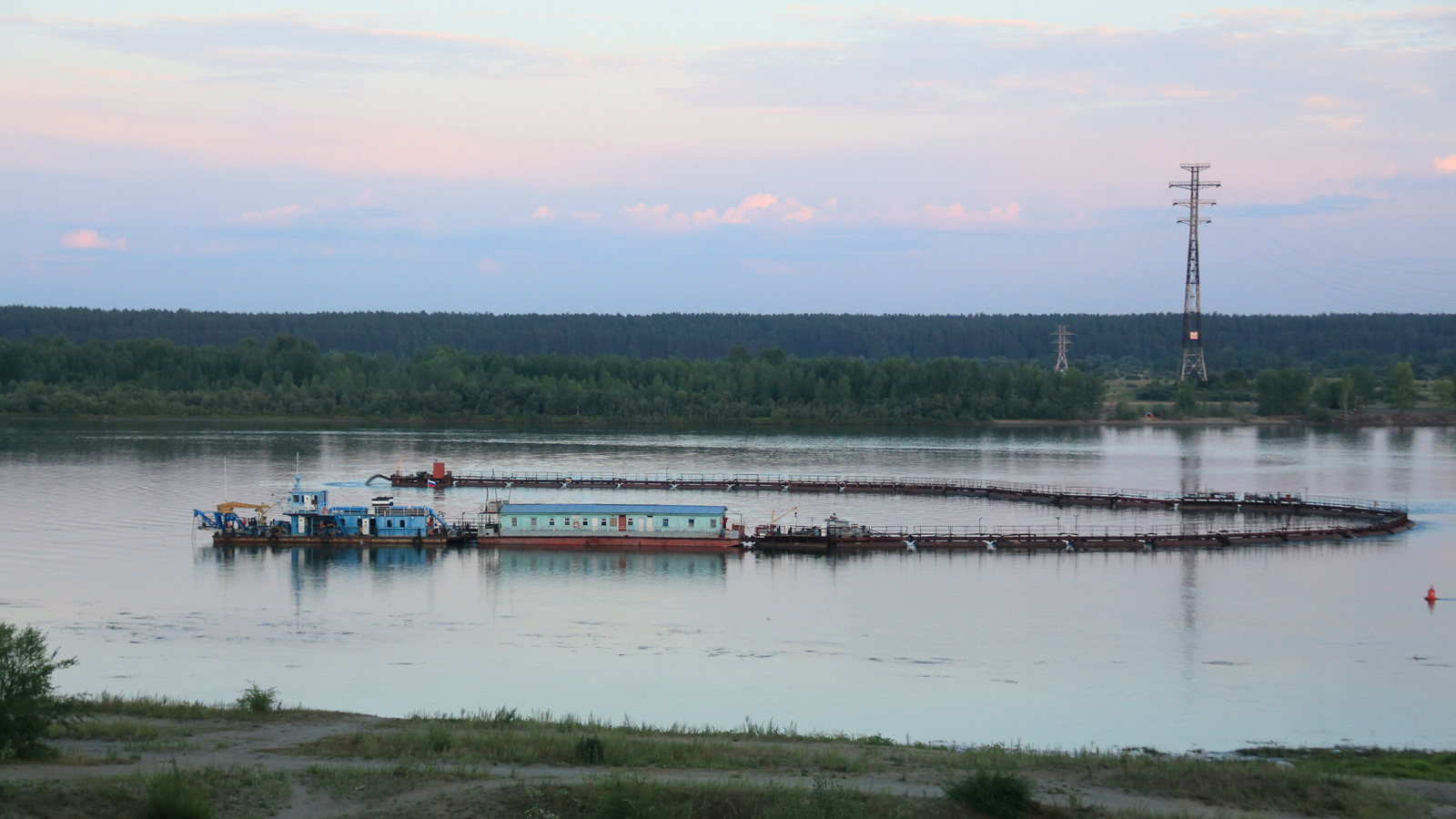
Землесосный снаряд с рефулером
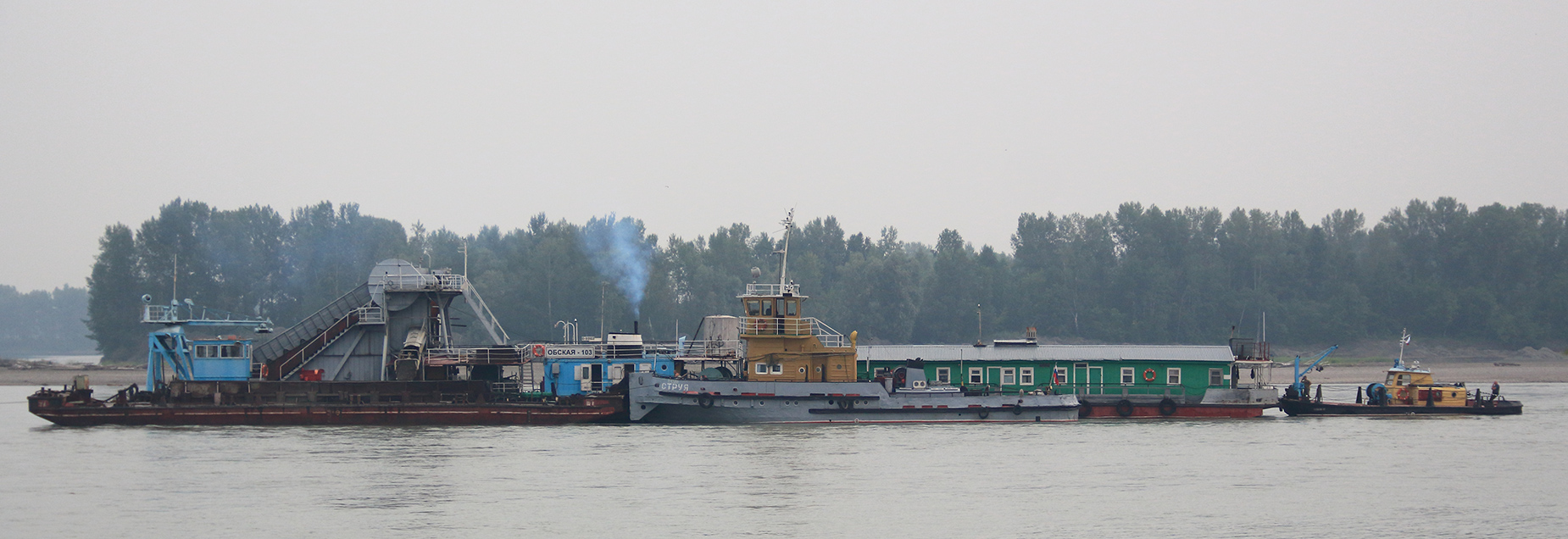
Многочерпаковый земснаряд с обслуживающими судами: на переднем плане грунтоотвозная шаланда с буксиром-толкачом, сзади — брандвахта и моторизированная завозня
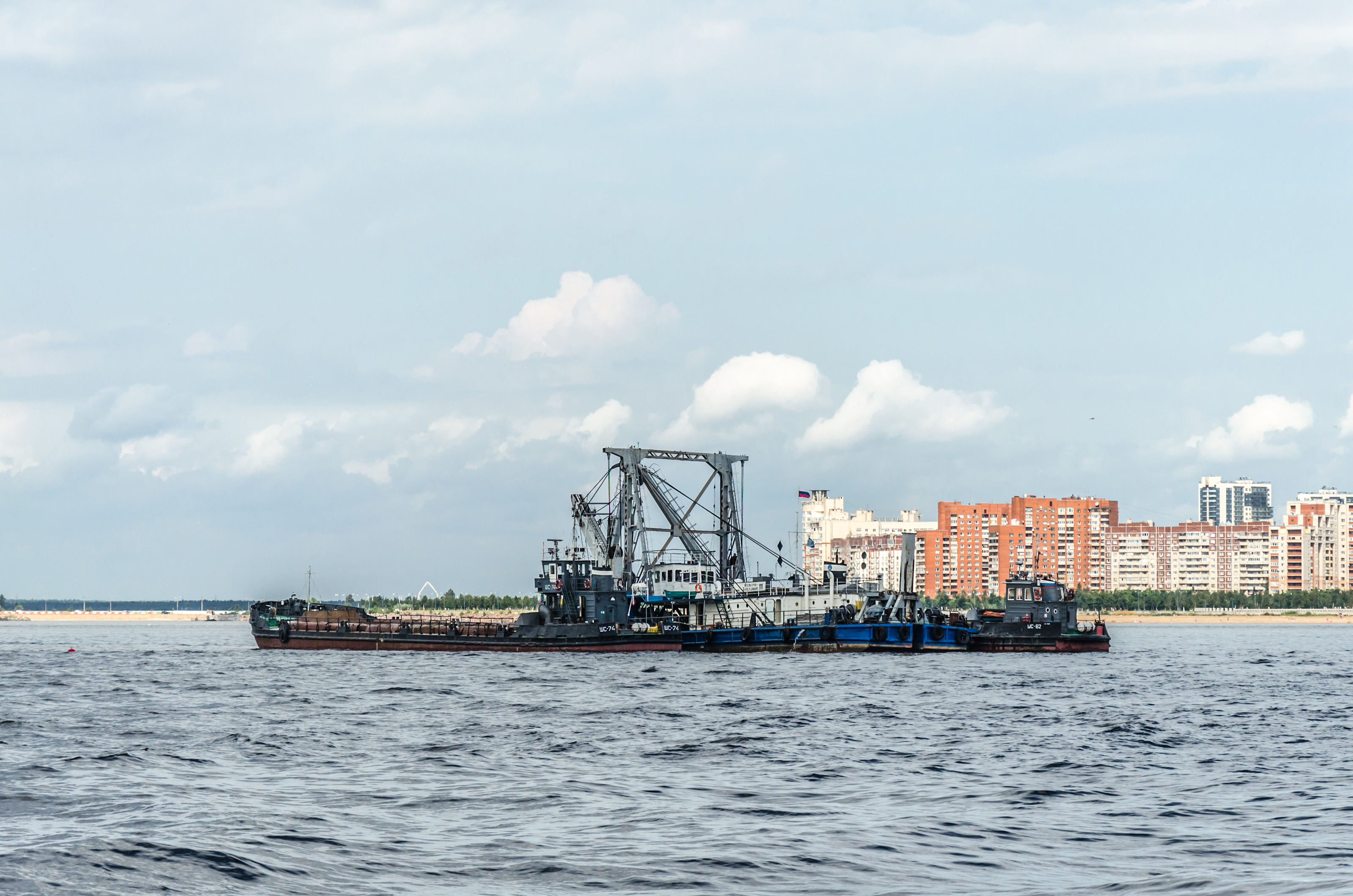
Одночерпаковый штанговый земснаряд с грунтоотвозными шаландами в Невской губе, Санкт-Петербург

По способу забора и перемещения грунта земснаряды подразделяют на:
1. Гидромеханические:
  1. Землесосный снаряд — извлекающие и перекачивающие грунт в виде пульпы с применением грунтового насоса, наиболее распространенный тип земснарядов, применяемый на I—IV классах грунтов;
  2. Гидромониторные — размывают грунт струей воды под давлением. Удаление размытого грунта производится естественным течением. Применяются для размывания баров в устьях рек и полосе прибоя, а также для вымывания отложений грунта от причальных стенок. Многие землесосные снаряды, оборудованные гидроразрыхлителем способны работать в режиме гидромониторных, но с меньшей эффективностью.
2. Черпаковые — являющиеся разновидностью экскаваторов, поднимающие и перемещающие грунт посредством ковшей или черпаков. Используются на твердых грунтах V—VI класса, где эффективность Землесосных земснарядов не дает необходимой производительности. В свою очередь землечерпальные снаряды подразделяются на:
  1. Одночерпаковые штанговые, представляющие собой одноковшовый экскаватор, установленный на понтоне;
  2. Одночерпаковые грейферные, представляющие собой подъемный кран, оборудованный грейфером;
  3. Многочерпаковые, представляющие собой экскаватор непрерывного действия, с черпаками, закрепленными на бесконечной цепи, натянутой между двумя барабанами.
3. Скалодробильные — предназначены для рыхления скальных грунтов различной крепости. Существует два типа снарядов:
  1. С падающим долотом — способен эффективно разрыхлять на глубину 0,4—0,6 м скальный грунт с коэффициентом крепости 6—12.
  2. С пневматическим (или гидравлическим) молотом — способны разрабатывать наиболее прочные скальные породы на глубину до 0,5—0,7 м.

По способу транспортировки грунта земснаряды подразделяются на:
1. Рефулерный — транспортировка грунта осуществляется при помощи плавучего пульпопровода. Наиболее экономически эффективный метод транспортировки пульпы. При необходимости транспортировки на значительные расстояния применяются дополнительные Бустерные станции.
2. Шаландовый — транспортировка грунта осуществляется шаландами — специальными судами, принимающими грунт в трюм и отвозящими его к месту размещения.
3. Самоотвозный — грунт принимается земснарядом в собственный трюм и отвозится к месту свалки.
4. С гидромониторным выбросом пульпы. Используется данный способ при работах на устьевых участках рек и на водохранилищах с частым волнением, наиболее широкое применение получил при гидронамыве в условиях морских вод.
5. Лонгкулуарные (с фр. — «длинный коридор») — грунт перемещается по длинному лотку за кромку разрабатываемой прорези или на берег.

По методу рабочих перемещений:
1. Самоходные — осуществляют рабочие перемещения с помощью судового движителя (оснащенные волочащимися пульпоприёмниками).
2. Якорные — осуществляют рабочие перемещения на рабочих якорях.
3. Свайно-якорные — с помощью якорей и закольных свай.
4. Свайные — перемещаются только с помощью свай.

По способу работы делятся на:
1. Работающие траншейным способом — земснаряд движется вдоль разрабатываемого участка (в основном землесосные).
2. Работающие папильонажным способом — земснаряд движется поперёк разрабатываемого участка (многочерпаковые, землесосные с механическим разрыхлителем).

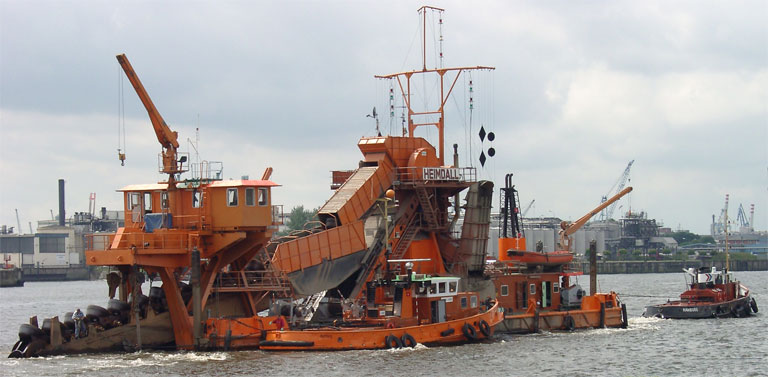
Многочерпаковый снаряд
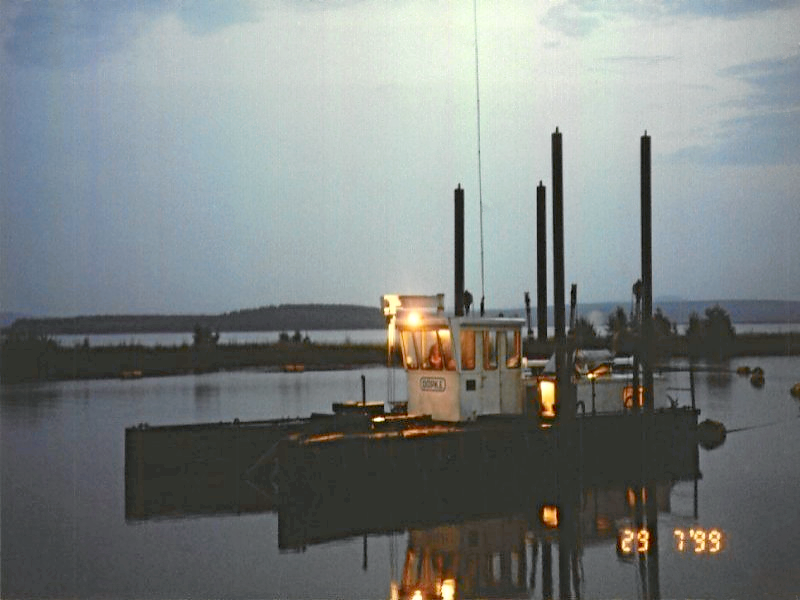
Земснаряд фирмы «Дёпке» на Волчихинском водохранилище